# Saint-Outrille
Saint-Outrille is een gemeente in het Franse departement Cher (regio Centre-Val de Loire) en telt 203 inwoners (1999). De plaats maakt deel uit van het arrondissement Vierzon.

## Geografie
De oppervlakte van Saint-Outrille bedraagt 12,3 km², de bevolkingsdichtheid is 16,5 inwoners per km².
De onderstaande kaart toont de ligging van Saint-Outrille met de belangrijkste infrastructuur en aangrenzende gemeenten.

## Demografie
Onderstaande figuur toont het verloop van het inwonertal (bron: INSEE-tellingen).

## Externe links

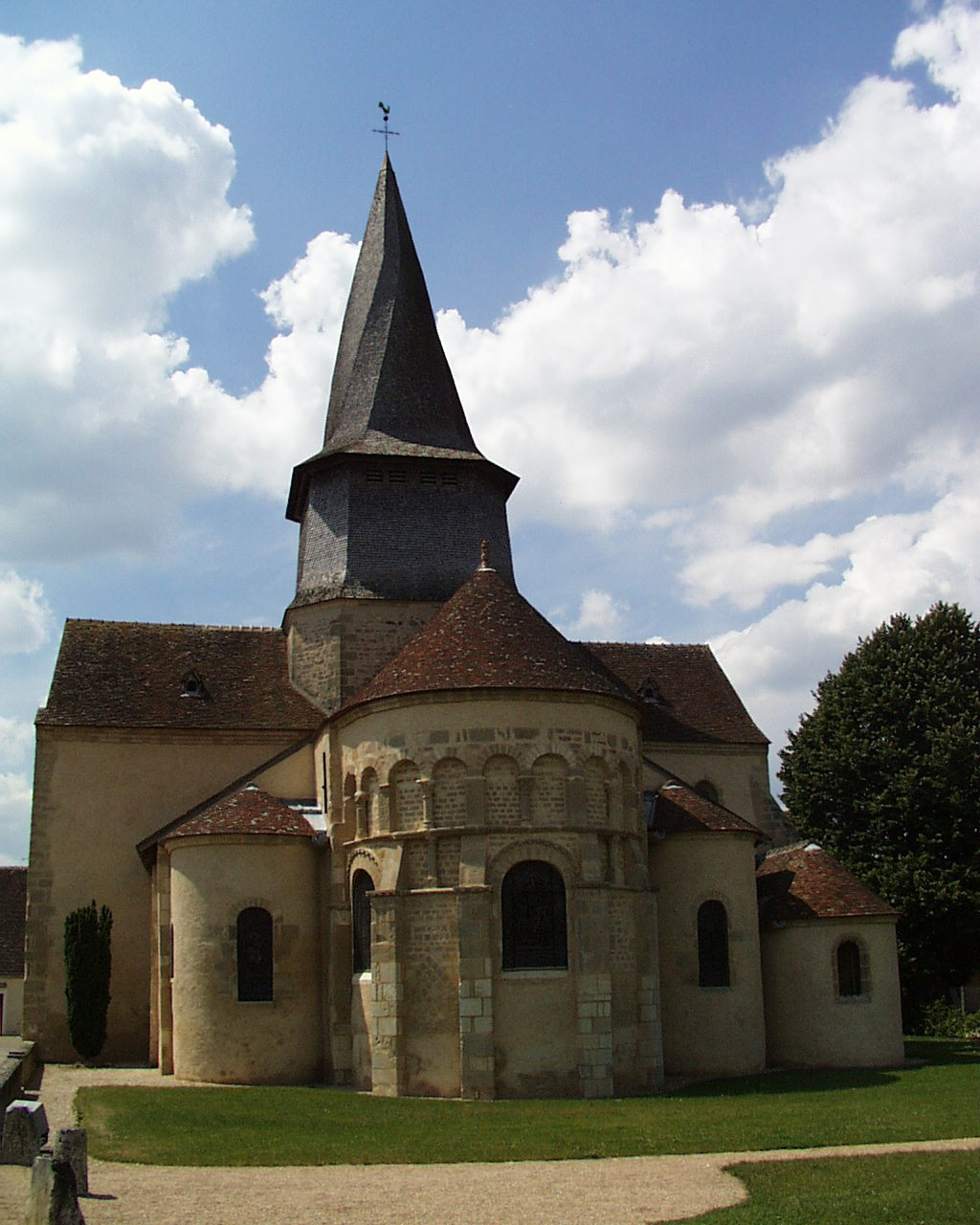
De gedraaide toren van de kerk van Saint-Outrille